# 小行星25368
小行星25368（25368 Gailcolwell）是一颗绕太阳运转的小行星，为主小行星带小行星。该小行星于1999年10月发现。

## 轨道参数
小行星25368的轨道半长轴为357 281 901 km（2.3882480 UA），离心率为0.07。